# Tholera amarginata
Tholera amarginata là một loài bướm đêm trong họ Noctuidae.